# Reinhold Succo
Reinhold Succo (* 29. Mai 1837 in Görlitz; † 29. November 1897 in Breslau) war ein deutscher Organist, Kantor und Komponist.

## Leben und Werk
Reinhold Succo erhielt seine musikalische Ausbildung im Wesentlichen in Berlin bei Eduard Grell. Grells Anschauungen über den Vorrang der reinen Vokalmusik vor der Instrumentalmusik beeinflussten Succo merklich.
1865 wurde Reinhold Succo Kantor und Organist an der Thomaskirche in Berlin, sowie Gesanglehrer am Luisenstädtischen Gymnasium. An der Thomaskirche erwarb er sich durch die Gründung eines Kirchenchores ein besonderes Verdienst um die Musikpflege in dieser Gemeinde. Seit 1874 wirkte er als Lehrer für Harmonielehre und Kontrapunkt an der Königlichen Hochschule für Musik. Seit 1888 gehörte er der Königlichen Akademie der Künste, seit 1892 auch dem Senat dieser Institution an.
Von seinen Kompositionen müssen vor allem die kirchlichen a cappella-Chöre hervorgehoben werden. Er erreichte jedoch auch in den mehrstimmigen, begleiteten Gesangwerken musikalisches Nennenswertes. Ein Verzeichnis seiner wesentlichen Werke findet sich in Salomon Kümmerles „Encyklopädie der evangelischen Kirchenmusik“.
Reinhold Succo trat auch musikschriftstellerisch hervor. In der Allgemeinen musikalischen Zeitung finden sich folgende Aufsätze von ihm: „Ueber die Orgel der Thomaskirche zu Berlin“ (1869, Nr. 8 u. 9), „Ueber Händel’s Orgelconcerte“ (1869, Nr. 10, 11 u. 12), „Die Tonarten der Choräle“ (1869, Nr. 29–33). Für Friedrich Zimmers „Handbibliothek der praktischen Theologie“ schrieb er: „Der Gemeindegesang und die geistliche Hausmusik“, für die „Vierteljahrsschrift für Musikwissenschaft“ III, 129 eine ausführliche Kritik des von Otto Kade herausgegebenen vierstimmigen Choralbuchs zu dem Melodienbuch für das Mecklenburgische Kirchengesangbuch. Zudem existiert ein handschriftlicher Entwurf Reinhold Succos einer Lehrordnung für den Unterricht in Harmonielehre und Kontrapunkt an der Königlichen Hochschule für Musik in Berlin.
Reinhold Succo starb am 29. November 1897 in Breslau, wohin er sich zur Ausheilung eines „inneren Leidens“ begeben hatte. Nach dem Nachruf von Robert Eitner im Biographischen Jahrbuch und deutschem Nekrolog von Anton Bettelheim erlitt Reinhold Succo einen Schlaganfall.